# Jalal Al-e-Ahmad
Jalal Al-e-Ahmad (en persan : جلال آل اﺣﻤﺪ, Jalāl Āl-e Ahmad) (2 décembre 1923- 9 septembre 1969) est un écrivain et critique iranien qui fut également traducteur du français et du russe en persan.

## Biographie
Jalal Al-e-Ahmad est né dans une famille pieuse de Téhéran. Son père était un religieux chiite. Jalal a fait des études jusqu'à recevoir une maîtrise en littérature iranienne à l'université de Téhéran. 
Sous la recommandation de Richard Nelson Frye, Al-e-Ahmad passe un été à l'université Harvard, en tant que membre d'une délégation de scientifiques en visite, organisée par Henry Kissinger afin de soutenir les intellectuels iraniens prometteurs.
En 1950, il se marie à Simin Daneshvar, une femme de lettres iranienne célèbre. Le couple qu'ils ont formé était stérile, ce qui se retrouve dans certains des travaux de Jalal. Il est mort à Assalem, une région rurale du nord de l'Iran, dans une maison qu'il avait presque entièrement construite. 
Il est enterré à la mosquée Firouzabadi de Ray.

## Action politique
Il devient célèbre pour avoir rendu courant le terme « Occidentalite » dans un livre éponyme, Occidentalite, publié en 1962. Al-e Ahmad y développait une attitude critique vis-à-vis de la technologie occidentale et essayait d'analyser la civilisation occidentale. Il pensait que la déclin de la vie traditionnelle et des modes de vie orientaux étaient le résultat de la victoire économique et culturelle de l'Occident.
Ses avis sur l'économie iranienne et son indépendance ont affecté la révolution iranienne de 1979. Il insistait alors sur le besoin de nationalisation des industries et rejetait toute dépendance envers les puissances occidentales. Rouhollah Khomeini se montra attentif aux théories de Ahmad sur l'occidentalite et les nationalisations.
Sa réflexion sur l'occidentalite s'inscrivait dans un contexte de réformes profondes en Iran et au Moyen-Orient : Mustafa Kemal en Turquie et Nasser en Égypte avaient précédemment entamé des politiques de modernisation de leur pays, à travers des réformes anticléricales et pro-occidentales. Ces réformes ont inspiré la dynastie Pahlavi à adopter cette même politique d'occidentalite décrite par Jalal dans son essai critique.

## Œuvres

### Romans
- Directeur d'école
- Par la plume
- Légendes de Beehives
- La Terre maudite
- Une pierre tombale

Beaucoup de ses romans, incluant les deux premières de la liste ci-dessus, ont été traduites en anglais.

### Récits
- Le Setâr
- De nos douleurs
- L'Enfant de l'autri
- Le Vernis à ongles rose
- La Vase chinoise
- Le Facteur
- Le Trésor
- Le Pèlerinage
- Péché

### Essais critiques
- Sept essais
- Investigations précipitées
- Occidentalite (Gharbzadegi)

### Monographies
Al-e-Ahmad voyageait souvent dans des régions reculées et pauvres de l'Iran et a essayé de documenter la vie des gens qu'il rencontrait. Il a tiré plusieurs monographies de ces voyages : 
- اورازان (Ovrazan)
- تات نشين های بلوك زهرا (Les Tat de Bloc-e Zahra)

### Journaux de voyages
- سفر آمريكا (Voyage en Amérique)
- سفر به ولايت عزراييل (Voyage au pays d'Azraël)
- سفر روس (Voyage russe)

### Traductions
- Le Joueur de Fiodor Dostoïevski
- L'Étranger d'Albert Camus
- Les Mains sales de Jean-Paul Sartre
- Retour de l'U.R.S.S. d'André Gide
- Rhinocéros d'Eugène Ionesco
- et d'autres